# Gare de Courcelles-sur-Nied
Pour les articles homonymes, voir Gare de Courcelles.
La gare de Courcelles-sur-Nied est une gare ferroviaire française de la ligne de Réding à Metz-Ville, située sur le territoire de la commune de Courcelles-sur-Nied dans le département de Moselle, en région Grand Est.
Elle est mise en service en 1851 par la Compagnie du chemin de fer de Paris à Strasbourg. Elle devient une gare de bifurcation en 1872 alors qu'elle fait partie du réseau de la Direction générale impériale des chemins de fer d'Alsace-Lorraine (EL).
C'est une halte voyageurs de la Société nationale des chemins de fer français (SNCF), desservie par des trains TER Grand Est.

## Situation ferroviaire
Établie à 218 mètres d'altitude, la gare de Courcelles-sur-Nied est située au point kilométrique (PK) 140,929 de la ligne de Réding à Metz-Ville, entre les gares de Sanry-sur-Nied et de Peltre.
Ancienne gare de bifurcation elle est également l'origine de la ligne de Courcelles-sur-Nied à Téterchen (fermée et déclassée).

## Histoire

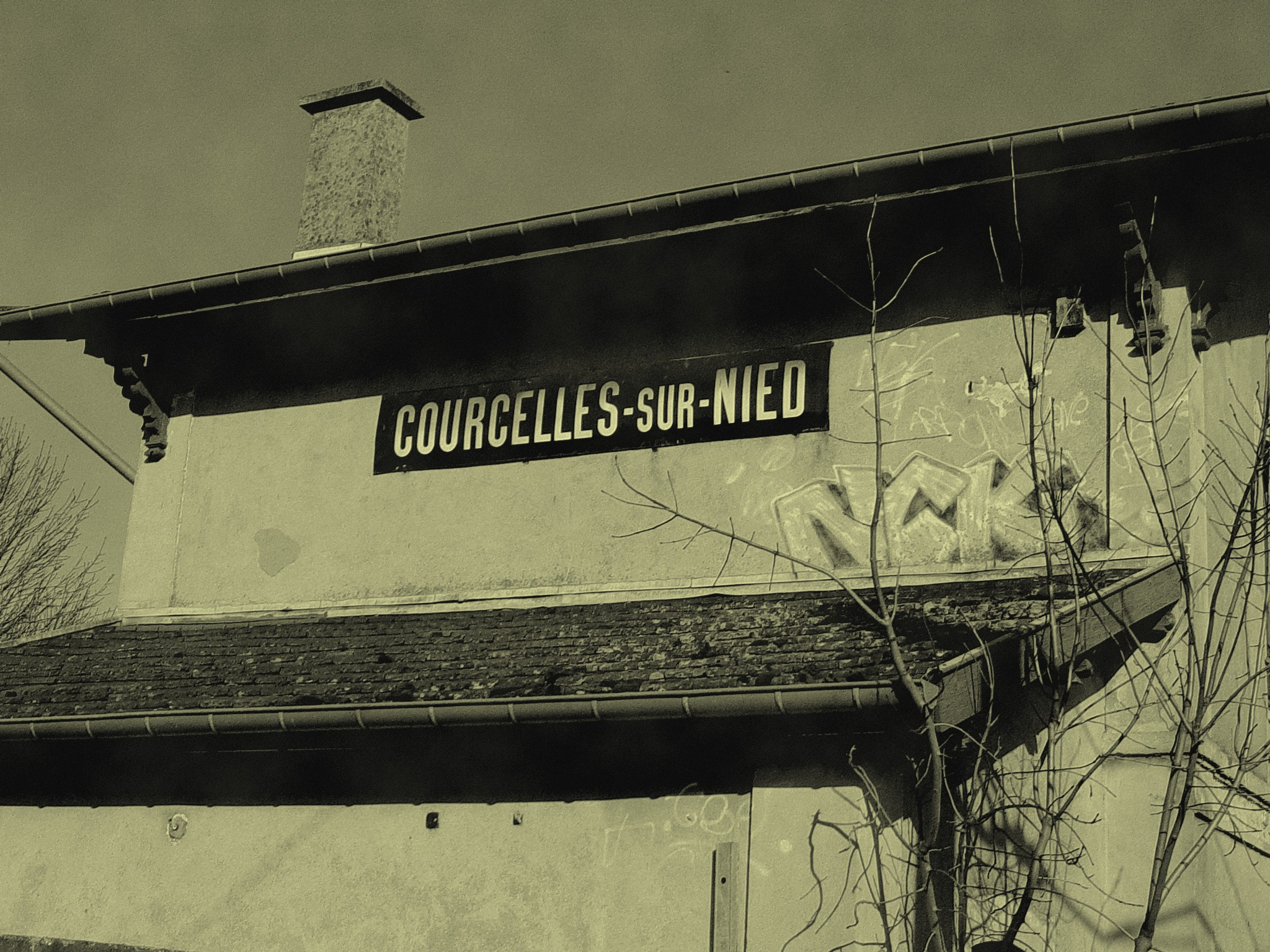
Ancien panneau de la gare.

La station de Courcelles est mise en service le 24 juillet 1851 par la Compagnie du chemin de fer de Paris à Strasbourg, lorsqu'elle ouvre à l'exploitation le tronçon de Metz à Saint-Avold de son embranchement Frouard-Metz-Forbach. Le 16 novembre 1852 l'ouverture du tronçon de Forbach à la frontière Prussienne permet l'inauguration de la ligne de Metz à Sarrebruk qui passe par la station de Courcelles-sur-Nied .
En 1866, Courcelles-sur-Nied est choisie comme origine d'une ligne rejoignant la frontière allemande. Les travaux vers Boulay sont entrepris par la Compagnie Belge des chemins de fer mais prennent du retard et non pas avancés lorsque débute la Guerre franco-allemande de 1870. La Société anonyme des chemins de fer de Lorraine, qui est issue de la Compagnie Belge, négocie avec l'administration allemande et finalement cède ses lignes par l'accord du 4 avril 1872. La Direction générale impériale des chemins de fer d'Alsace-Lorraine (EL) achève le chantier et met en service, le 15 juin 1873, cette ligne qui transforme la station de Courcelles-sur-Nied en gare de bifurcation
En 2007, les temps de parcours en TER sont de 10 minutes pour Rémilly, 12 minutes pour Metz-Ville, 37 minutes pour Béning et 45 minutes pour Forbach.

## Fréquentation
De 2015 à 2024, selon les estimations de la SNCF, la fréquentation annuelle de la gare s'élève aux nombres indiqués dans le tableau ci-dessous.
| Année     | 2015   | 2016   | 2017   | 2018   | 2019   | 2020   | 2021   | 2022   | 2023   | 2024   |
| --------- | ------ | ------ | ------ | ------ | ------ | ------ | ------ | ------ | ------ | ------ |
| Voyageurs | 30 617 | 27 098 | 25 377 | 20 933 | 22 931 | 16 959 | 20 659 | 24 671 | 35 081 | 36 803 |

## Service des voyageurs

### Accueil
Halte SNCF, c'est un point d'arrêt non géré (PANG) à accès libre. Elle est équipée d'un automate pour l'achat de titres de transport TER.

### Desserte
Courcelles-sur-Nied est desservie par des trains du réseau TER Grand Est de la relation Metz-Ville-Sarrebourg.

### Intermodalité
Un parking pour les véhicules y est aménagé.
Un arrêt est desservi par des cars de la ligne N91 du réseau de la communauté d'agglomération de Metz Métropole (Le Met').

## Patrimoine ferroviaire
L'ancien bâtiment voyageurs, désaffecté du service ferroviaire, est toujours présent sur le site.